# Izaskun Zubizarreta Gerendiain
Izaskun Zubizarreta Gerendiain   (Oiartzun, 30 de setembre de 1970 - Sant Sebastià, 6 d'agost de 2024) va ser una esquiadora de muntanya basca, considerada la millor del país en esquí de muntanya.
Nascuda a Oiartzun, va començar amb l'esquí de muntanya el 1997, i a competir el 2006, amb l'equip estatal. El 2007 fou campiona d'Espanya d'esquí de muntanya en els campionats celebrats a l'estació d'esquí de la Molina. Ha competit per la Federació Navarra d'Esports de Muntanya i Escalada. El 2018 va guanyar el Campionat d'Espanya individual d'esquí de muntanya. A la trobada celebrada a Candanchú, finalitzà en la 12a posició absoluta. A la Copa d'Espanya d'Esquí de Muntanya 2011, en las categories Senior Femenina i Veterana Femenina, fou la campiona. El 2020, en la cursa de la Camille, Zubizarreta aconseguí arribar en primera posició.